# 曾少眩
曾少眩（1981年8月29日—），中國網球运动員，江苏南京人。2003年ATP上海喜力公开赛双打亚军。2007年获中国网球大奖赛男单冠军。2008年中国网球大奖赛男双冠军，男单亚军。

## 綜合運動會比賽榮譽
- 2005年中华人民共和国第十届全运会网球比赛男子雙打比賽金牌、男子團體比賽金牌、男子單打比賽銀牌（代表江蘇）
- 2009年中華人民共和國第十一屆全運會網球比賽男子雙打比賽金牌、男子團體比賽金牌、男子單打比賽銀牌（代表江蘇）
- 2009年東亞運動會網球比賽男子雙打比賽金牌（夥拍張擇）

## 外部連結
- 曾少眩（英文/西班牙文）的官方資料
- 曾少眩的國際網球總會 職業／青少年 官方資料（英文）
- 曾少眩的官方資料（英文）